# Я умер, но у меня друзья
Я умер, но у меня друзья (фр. Je suis mort mais j'ai des amis) — франко-бельгийская кинокомедия 2015 года, поставленная режиссёрами Гийомом и Стефаном Маландренами. Премьера ленты состоялась 11 июня 2015 года на Кинофестивале романтических фильмов в Кабуре. Фильм номинирован на получение французской кинопремии «Сезар» 2016 года как «лучший иностранный фильм» и в 7-ми категориях бельгийской кинонаграды «Магритт», в частности за «лучший фильм».

## Сюжет
Четвёрка летних бельгийских рокеров: Ян, Вим, Николя и Жипи, впервые в своей жизни получили возможность воплотить свою давнюю мечту — выступать в Лос-Анджелесе. Однако, барабанщик группы считает себя слишком старым, и ему должны найти молодую замену. Но дела становятся ещё хуже, когда накануне отъезда умирает певец Жипи. Разъярённые друзья похищают урну с прахом покойного, забрав с собой в турне по Америке. По дороге они выясняют, что их друг был геем и в течение пяти лет прожил со своим бойфрендом Дени. Тот также хочет присоединиться к поездке, чтобы развеять прах покойного в Лос-Анджелесе… 

## В ролях
| Актёр        | Роль   |
| ------------ | ------ |
| Були Ланнерс | Ян     |
| Вим Вилларт  | Вим    |
| Лье Салем    | Дени   |
| Серж Рябукин | Пьер   |
| Эдди Леду    | Николя |